# Philippe Gauckler
Pour les articles homonymes, voir Gauckler.
Philippe Gauckler (né le 16 septembre 1960 à Lyon) est un dessinateur de bande dessinée français.

## Biographie
Après des études d'architecture, il entre à l'Académie Julian et fréquente l'Académie des arts appliqués. Il collaborera avec René Barjavel afin d'adapter en bande dessinée La Nuit des temps de ce dernier. Après avoir collaboré à Métal hurlant, il délaisse la bande dessinée pendant dix ans pour se consacrer à la publicité.
Il est l'auteur de couvertures pour Présence du futur, pour Je Bouquine et au Journal de Mickey.

## Publications
- Suicide commando, Les Humanoïdes Associés, mars 1983.
Scénario : Charles Imbert - Dessin : Philippe Gauckler
- Duel, Les Humanoïdes Associés, septembre 1984.
Scénario : Charles Imbert - Dessin : Philippe Gauckler
- Blue, Les Humanoïdes Associés, juin 1985.
Scénario : Joël Houssin - Dessin : Philippe Gauckler
- Phantom Blue II, Les Humanoïdes Associés, janvier 1987.
Scénario : Joël Houssin - Dessin : Philippe Gauckler
- Franck le menteur, Albin Michel, Noir et blanc, janvier 1989.
Scénario : Joël Houssin - Dessin : Philippe Gauckler
- Convoi, Les Humanoïdes Associés, juin 2004.
Scénario : Thierry Smolderen - Dessin : Philippe Gauckler (édition intégrale des 4 volumes)

Prince Lao
- 1. L'île des loups, Le Lombard, juin 2006.
Scénario et dessin : Philippe Gauckler
- 2 L'arbre de Jabadao, Le Lombard, février 2007.
Scénario et dessin : Philippe Gauckler
- 3 Pirate des Cimes, Le Lombard, février 2008.
Scénario et dessin : Philippe Gauckler
- 4 L'étoile d'Alaï, Le Lombard, mai 2009.
Scénario et dessin : Philippe Gauckler

série Koralovski, 3 tomes 
- 1. L'Oligarque, Le Lombard, février 2015.
Scénario et dessin : Philippe Gauckler
- 2. Dans l'ombre du monde, Le Lombard, août 2015.
Scénario et dessin : Philippe Gauckler
- 3. Des horizons de feu, Le Lombard, août 2016.
Scénario et dessin : Philippe Gauckler

Livre-jeu
- Pierre Rosenthal (ill. Philippe Gauckler), Les combattants de l'ombre, Presses Pocket, 1987 (ISBN 978-2-266-02047-3)

série Kebek, 2 tomes prévus
- 1. Le Puits du temps, Daniel Maghen, août 2019
Scénario et dessin : Philippe Gauckler

## Style
Son approche de la bande dessinée est statique, mais ses aplats de couleur, les structures de ses planches et ses ambiances rendent une atmosphère particulière d'un univers de science-fiction crédible. La finesse des décors, des villes, des habits, l'usage de couleurs lumineuses compensent les personnages tout en angles et statiques.
Ses vaisseaux et véhicules rappellent l'œuvre de Wojtek Siudmak.

## Prix et récompenses
- 2006 : Soleil d'or pour Prince Lao au 18e Festival de Solliès-Ville.
- 2015 : Soleil d'or de la meilleure série pour Koralovski au 27e Festival de Solliès-Ville.
- 2020 : Trophée Pascal-Guelfucci pour Kebek tome 1. 5e Fête de la BD Gardons la Bulle, à Alès.